# Первомайская демонстрация в Тифлисе (1901)
22 апреля (5 мая) 1901 года в Тифлисе (ныне Тбилиси) состоялась политическая демонстрация рабочих. 
Революционный подъём начала XX века, усиление стачечной борьбы российского пролетариата под руководством революционных организаций породили новую форму борьбы — политические демонстрации, которые проходили в разных районах страны начиная с весны 1901 года.
В преддверии выступления Тифлисский комитет РСДРП выпустил прокламации и воззвания. Стремясь сорвать готовящуюся акцию, власти ввели в город войска и произвели ряд арестов. Демонстрация всё же состоялась, в ней приняли участие несколько тысяч рабочих. Рабочий социал-демократ Георгий Петрович Телия развернул красное знамя с портретами Карла Маркса и Фридриха Энгельса и лозунгом «Пролетарии всех стран, соединяйтесь!» на русском, грузинском и армянском языках, рабочий Михаил Захарьевич Бочоридзе выступил с краткой речью, закончив её словами: «Долой самодержавие! Да здравствует 1 Мая!». В ходе выступления между демонстрантами и напавшими на них казаками и полицией произошла схватка, в ходе которой 14 рабочих были ранены и 50 арестованы. Основанная Лениным революционная газета «Искра» (№ 6, июль 1901) расценила Тифлисскую демонстрацию как начало открытого революционного движения на Кавказе.
События 22 апреля 1901 года были воплощены в стенной росписи «Первомайская демонстрация в Тифлисе в 1901 году» советского грузинского художника Джапаридзе Уча Малакиевича. Картина писалась в течение трёх лет, в 1939—1941 годах, и была помещена в главной аудитории Грузинского филиала Института марксизма-ленинизма.